# Ингрэм, Рекс (режиссёр)
Рекс Ингрэм (англ. Rex Ingram, настоящее имя Реджинальд Ингрэм Монтгомери Хичкок, Reginald Ingram Montgomery Hitchcock; 15 января 1892 — 21 июля 1950) — ирландский кинорежиссёр, актёр, писатель и продюсер. Режиссёр Эрих фон Штрогейм однажды назвал его «Величайшим режиссёром в мире».

## Ранние годы
Рекс Ингрэм родился в Дублине, Ирландия.Получил образование в колледже «Святого Колумба», недалеко от Ратфарнема, графство Южный Дублин. Большую часть своей юности прожил в старых домах священников: Киннитти, Бирр, графство Оффали, где его отец был священником в ирландской церкви. В 1911 году он эмигрировал в США. Его брат Франциск Клер Хичкок вступил в британскую армию и принял участие в Первой Мировой Войне, где награждён военным крестом и дослужился до звания полковника.

## Карьера
Ингрэм изучал скульптуру в Школе Искусств Йельского университета, а также участвовал в создании юмористического журнала кампуса «The Yale Record». Вскоре он снялся в фильме, начав актёрскую карьеру с 1913 года, после чего перешёл к писательской, продюсерской и режиссёрской работе. Его первая работа в качестве режиссёра-постановщика — романтическая комедия Большая проблема, создана в 1916 году. Он работал на таких студиях, как Edison Studios, Fox Film Corporation, Vitagraph Studios и MGM. Жанры его фильмов в основном боевики и фантастика. В 1920 году перешёл в Metro, где находился под наблюдением исполнительницы Джун Матис. Ингрэм и Матис вместе создали 4 фильма, Hearts are Trump, «Четыре всадника Апокалипсиса», The Conquering Power и Turn to the Right. Считается, что между ними были романтические отношения. Между Ингрэмом и Матис образовалась дистанция, когда её новый знакомый Рудольф Валентино, начал затмевать его славу. Их отношения закончились, когда в 1921 году Ингрэм сбежал с Элис Терри.
Он был женат дважды: сначала в 1917 году на актрисе Дорис Паун, отношения закончились разводом в 1920 году, затем в 1921 году он женился на Элис Терри, с которой оставался до конца своей жизни. Он и Терри в 1923 году переезжают во Французскую Ривьеру, организуют маленькую студию в Ницце и снимают несколько фильмов для MGM и других студий в Северной Африке, Испании и Италии.
Среди тех, кто работал на Ингрэма для MGM в Ривьере был и Майкл Пауэлл, который позже срежиссировал фильм Красные башмачки (вместе с Эмериком Прессбургером). По мнению Пауэлла, Ингрэм имел большое влияние на него. Влияние Ингрэма можно обнаружить в поздних работах Пауэлла, особенно в темах иллюзии, мечт, магии и необычного. Дэвид Лин также признался, что был глубоко признателен Ингрэму. Глава студии MGM Дор Шари перечислил список главных творческих людей Голливуда, среди которых Ингрэм занял высокое место.
Очарованный звуком, Рекс Ингрэм снял только одно звуковое кино — Baroud, снятый для Gaumont British Pictures в Марокко. Фильм не принес коммерческого успеха и Ингрэм покинул кино-бизнес и вернулся в Лос-Анджелес, где работал скульптором и писателем. Ингрэм заинтересовался Исламом ещё в 1927 году, но обратился в веру в 1933 году.
За вклад в киноиндустрию он имеет звезду на Голливудской «Аллее славы» на Вайн стрит 1651.

## Смерть
21 июля 1950 года в возрасте 58 лет Ингрэм умер от кровоизлияния в мозг в Северном Голливуде. Он похоронен на мемориальном кладбище Форест-Лаун в городе Глендейл, Калифорния.

## Фильмография
- The Symphony of Souls (1914)
- The Great Problem (1916)
- Broken Fetters (1916)
- The Chalice of Sorrow (1916)
- Black Orchids (1917)
- The Reward of the Faithless (1917)
- The Pulse of Life (1917)
- The Flower of Doom (1917)
- His Robe of Honour (1917)
- Humdrum Brown (1917)
- The Day She Paid (1919)
- Shore Acres (1920)
- Under Crimson Skies (1920)
- Hearts are Trumps (1920)
- Четыре всадника Апокалипсиса (1921)
- Волшебная сила (1921)
- Пленник Зенды (1922)
- Trifling Women (1922)
- Turn To The Right (1922)
- Скарамуш (1923)
- Where the Pavement Ends (1923)
- The Arab (1924)
- Наше море (1926)
- Маг (1926)
- The Garden of Allah (1927)
- The Three Passions (1929)
- Baroud (1932)